# Patrick J. Adams
Patrick Johannes Adams (Toronto, 27 augustus 1981) is een Canadees acteur en fotograaf. Hij is bekend van zijn rol als Mike Ross in de advocatenserie Suits.

## Biografie
Adams werd geboren in het Canadese Toronto. Na de scheiding van zijn ouders verhuisde hij op 19-jarige leeftijd naar Los Angeles, waar hij de University of Southern California bezocht. Daar behaalde hij een bachelortitel in de beeldende kunsten.
In 2001 had hij zijn eerste kleine rol in For the Record. Hierna had hij gastrollen in onder andere Cold Case, Lie To Me, Lost, Numb3rs, Friday Night Lights, Without a Trace, Ghost Whisperer en NCIS. Ook speelde hij in enkele films. Zijn grote doorbraak kwam met zijn hoofdrol als Mike Ross in de advocatenserie Suits.

## Privéleven
Adams trouwde op 10 december 2016 met actrice Troian Bellisario, met wie hij vanaf 2014 verloofd was. In oktober 2018 werd hij vader van een dochter.

## Filmografie
- Bibsys: 14054297
- Biblioteca Nacional de España: XX5428168
- Bibliothèque nationale de France: cb16687074x (data)
- Gemeinsame Normdatei: 140875735
- International Standard Name Identifier: 0000 0003 7483 2646
- Library of Congress Control Number: no2006001974
- Nederlandse Thesaurus van Auteursnamen: 369829735
- PIC: 385563
- Système universitaire de documentation: 196292905
- Virtual International Authority File: 163339837
- WorldCat: E39PBJdx688rVxtPMBCXkMP4v3